# Gazaria
Gazaria reprezintă denumirea dată coloniilor negustorilor genovezi în Crimeea și, prin extrapolare, celor din jurul Mării Negre începând cu jumătatea secolului al XIII-lea și până la finele secolului al XV-lea. Cuvântul derivă de la Hazaria, cu toate că neamul Hazarilor încetase să stăpânească teritoriul din nordul Mării Negre la vremea respectivă. Statul vecin era Principatul de la Doros, țara de baștină a Mariei din Mangop, a doua soție a lui Ștefan cel Mare.